# Epanalepse
Die Epanalepse (altgriechisch ἐπανάληψις epanalepsis, deutsch ‚Wiederaufnahme‘) ist eine rhetorische Figur aus der Gruppe der Wortwiederholungen, bei der ein Wort oder eine Wortgruppe am Satzanfang unmittelbar oder mit Abstand wiederholt wird. Auf Grund dieser etwas weit gefassten Definition kommt es häufig zu Überschneidungen mit anderen rhetorischen Begrifflichkeiten. Beispiel:

„Und atmete lang und atmete tief“

Bei unmittelbarer Aufeinanderfolge spricht man von Geminatio (lateinisch ‚Verdoppelung‘).